# Nerax femoratus
Nerax femoratus là một loài ruồi trong họ Asilidae. Nerax femoratus được Macquart miêu tả năm 1838. Loài này phân bố ở vùng Tân Bắc giới.